# Hygrocybe pratensis var. pratensis
Hygrocybe pratensis var. pratensis, también conocido como higróforo de los prados, es un hongo basidiomiceto comestible de la familia Hygrophoraceae, que habita principalmente en prados, dehesas y claros de bosques. Es una especie de amplia distribución, pero no es abundante en ningún sitio. El cuerpo fructífero aflora desde finales de verano hasta finales de otoño. El basónimo de esta especie es Agaricus pratensis Fr. 1818, y su epíteto específico, pratensis, significa "criado en la pradera".

## Descripción
El cuerpo fructífero de este hongo tiene una forma de peonza bastante característica, que ayudan a identificarlo. Presenta un sombrero de borde afilado, de forma convexa o acampanada en ejemplares jóvenes, que se aplana conforme la seta madura, con un gran mamelón en el centro. La cutícula es lisa de color entre beige y anaranjado albaricoque. Las láminas están bastante espaciadadas, y son decurrentes, gruesas y cerosas, y de color parecido a la cutícula del sombrero. El pie es liso y de color más claro que el sombrero, llega a medir unos 7 centímetros de longitud, y suele estar ligeramente ensanchado en su parte superior. Su carne es de color parecido al del pie e inodora. La esporada en blanca.